# Mooney M20
Mooney M20 — семейство одномоторных поршневых самолётов компании Mooney Airplane Company. Производится компанией «Муни» в США. Современный вариант Mooney M20TN Acclaim производится компанией «Муни» в США в качестве самолета с салоном класса люкс.

## Конструкция
За исключением самых ранних моделей, имевших крылья и хвостовое оперение с деревянным каркасом, M20 полностью изготовлены из металла.  Все самолеты имеют низкорасположенное крыло и алюминиевую обшивку крыла.  Щелевые закрылки занимают 70% задней кромки. Более ранние модели используют гидравлический ручной насос для выпуска закрылков, а более поздние модели имеют закрылки с электрическим приводом. Носовая часть фюзеляжа имеет конструкцию из стальных труб, закрытую алюминиевой обшивкой;  хвостовая часть фюзеляжа выполнена в виде полумонокока.  Во многих местах обшивки самолета используются заклепки заподлицо для уменьшения лобового сопротивления.

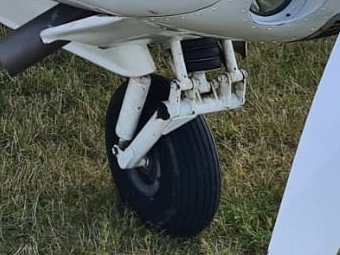
Пакет резиновых колец на передней стойке Mooney M20F

Шасси Mooney M20 изготовлено из термообработанной хромомолибденовой стали.  Основные стойки шасси крепятся к основному лонжерону крыла, а передняя стойка крепится к трубчатому стальному каркасу. Пакеты резиновых колец на стойках действуют как амортизаторы.  Все модели, за исключением M20D Master, имели убирающееся шасси;  на них переднее колесо убирается назад, а основные колеса убираются внутрь. Ранние модели используют ручную рычажную систему для уборки и выпуска шасси. Начиная с 1969 года шасси с электрическим приводом стало стандартным. 
Mooney M20 имеет трапециевидные крылья с отрицательной круткой -1,5 градуса и поперечным V крыла, составляющим 5,5 градусов. Более поздние модели были оснащены полосами сваливания (генераторами вихрей на верхней поверхности крыла) для улучшения характеристик сваливания.
Хвостовое оперение Mooney M20 легко узнать по уникальному хвостовому килю с передней кромкой обратной стреловидности, однако в горизонтальном полете кромка расположена примерно вертикально. Горизонтальное оперение состоит из цельноповоротного стабилизатора и руля высоты. Благодаря изменению положения горизонтального оперения, обеспечивается продольная балансировка самолета (по тангажу). 
Все модели M20 имеют два отдельных топливных бака кессонной конструкции, которые расположены во внутренних частях каждого полукрыла. Топливо подается из бака к форсункам или карбюратору с помощью насоса с приводом от двигателя, и электрическим подкачивающим насосом.
Для увеличения мощности многие модели M20 также имеют систему впуска набегающего воздуха, называемую Mooney «Power Boost». При нормальной работе всасываемый воздух фильтруется перед подачей в систему впуска. При выборе воздуха под наддувом, частично нефильтрованный воздух поступает в систему впуска под более высоким давлением, и, следовательно, давление во впускном коллекторе увеличивается примерно на один дюйм ртутного столба (для самолета летящего на высоте 7500 футов над уровнем моря), что приводит к увеличению выходной мощности. В вариантах с турбонаддувом эта функция отсутствует, поскольку турбокомпрессор обеспечивает гораздо большее увеличение давления во впускном коллекторе.
Серия самолётов Mooney M20 выпускалась с тремя вариантами длины фюзеляжа: «короткий» (от M20 до M20E), «средний» (от M20F до M20K) и «длинный» (от M20L до M20V). Несмотря на то,что все модели M20 имеют четыре кресла, увеличение длины фюзеляжа даёт больше места для ног задних пассажиров, но с небольшим снижением летных характеристик: для аналогичного двигателя и года выпуска самолет с длинным фюзеляжем на 4–6 узлов (7,5-11 км/ч) медленнее, чем самолет с коротким фюзеляжем.

## Технические данные (M20R Ovation 3)
- Пилотов 1
- Пассажиров — 3
- Максимальная крейсерская скорость — 365 км/ч
- Скорость сваливания 109 км/ч
- Потолок 6,096 м
- Взлётная дистанция 420 м
- Посадочная дистанция ----- м
- Скороподъемность на уровне моря 400 м/мин
- Дальность полёта (со стандартной заправкой) 3,445 км
- Дальность полёта (с максимальной заправкой) 4,445 км
- Максимальный взлетный вес 1,530 кг
- Максимальная посадочная масса ----- кг
- Масса снаряжённого самолета  ----- кг
- Запас топлива 337 (стандарт), 380 (максимальный) л
- Грузоподъёмность 487 кг
- Высота 2.52 м
- Длина 8.2 м
- Размах крыла 11.1 м
- Марка двигателя: TCM IO-550-G 310 л. с.
- Межремонтный ресурс двигателя 2,200 ч

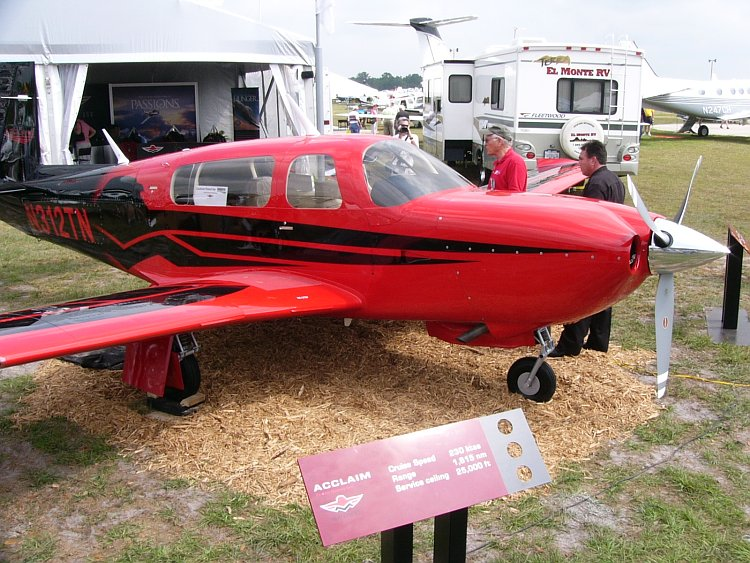
Mooney M20TN

## Цена
Базовая цена (Base Price): $507 370